# Ilusión auditiva
Una ilusión auditiva se refiere a la ilusión de escuchar el equivalente auditivo de una ilusión óptica: el oyente escucha ya sea sonidos que no están presentes en el estímulo, o sonidos imposibles. En pocas palabras, una ilusión auditiva resalta áreas en donde el oído humano y el cerebro, siendo orgánicos, improvisan cosas y llenan vacíos, de manera opuesta a un receptor de audio electrónico.
Ejemplos de ilusiones auditivas:
- escuchar una frecuencia de una fundamental ausente o suprimida, cuando se dan otras partes de la serie armónica
- Varios trucos psicoacústicos de "lossy audio compression"
- Ritmos binaurales
- Ilusión de escala de Deutsch
- Ilusión del glissando
- Continuidad ilusoria de las notas
- Efecto McGurk
- Ilusión de la octava/"Deutsch's High-Low Illusion"
- El Tono o escala de Shepard, y la paradoja del tritono de Deutsch
- La melodía de espectro constante
- Archivo:Risset accelerando beat1 MCLD.ogg: Ejemplo de un ritmo eternamente acelerado